# Carlos Thompson
Pour les articles homonymes, voir Thompson.

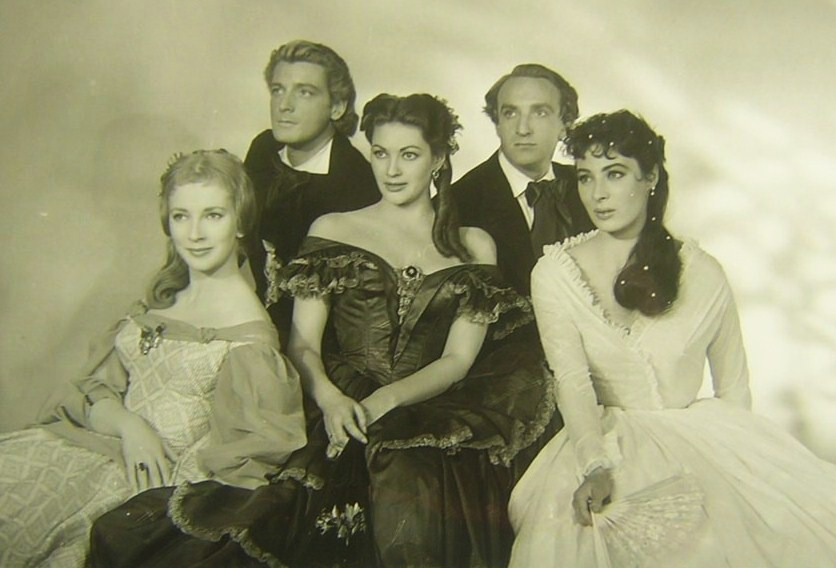
De g. à d. : Valentina Cortese, Carlos Thompson, Yvonne De Carlo, Alan Badel et Rita Gam,
dans Feu magique (1955)

Carlos Thompson est un acteur argentin, de son vrai nom Juan Carlos Mundin Schaffter, né le 7 juin 1923 à Buenos Aires, ville où il est mort le 10 octobre 1990.

## Biographie
D'ascendance germano-suisse, sous le pseudonyme de Carlos Thompson, il débute au cinéma dans son pays natal, où il tourne quinze films argentins, les deux premiers sortis en 1939 et 1940, les suivants entre 1946 et 1954. Parmi eux, citons Viaje sin regreso (en) (1946), réalisé par le français Pierre Chenal, et Le Crime d'Oribe (1950) de Leopoldo Torre Nilsson et Leopoldo Torres Ríos.
Dans les années 1950, il tourne également six films américains, le premier étant Fort Alger de Lesley Selander (1953, avec Yvonne De Carlo et Raymond Burr). Suivent notamment Flame and the Flesh de Richard Brooks (1954, avec Lana Turner — en brune — et Pier Angeli) et Feu magique de William Dieterle (1955), où il personnifie Franz Liszt, aux côtés d'Yvonne De Carlo à nouveau, Alan Badel (Richard Wagner), Rita Gam (Cosima Liszt) et Valentina Cortese (Mathilde Wesendonck).
Hormis un ultime film américain (1958) et un western mexicain la même année (Les Desperados de la Sierra de Miguel Contreras Torres, où il interprète Joaquin Murietta), Carlos Thompson poursuit sa carrière essentiellement en Allemagne de l'Ouest et tourne majoritairement des films allemands, sortis entre 1956 et 1963. Il apparaît aussi dans le film autrichien Éva ou les Carnets secrets d'une jeune fille de Rolf Thiele (1959, avec Romy Schneider et sa mère Magda), ainsi que dans quelques coproductions, comme le film franco-germano-italien Les Mystères d'Angkor de William Dieterle (1960, avec Lino Ventura, Micheline Presle, Gino Cervi, Martha Hyer et Wolfgang Preiss).
Son dernier film, français, est La Vie de château de Jean-Paul Rappeneau, avec Catherine Deneuve, Philippe Noiret et Pierre Brasseur, sorti en 1966.
Pour la télévision, il contribue à quatre séries, la première américaine (1956), les deux suivantes britanniques (1962-1963), la dernière allemande (1972). En particulier, il tient le rôle-titre dans la série britannique en treize épisodes Ce sentimental M. Varela (1963).
En 1957, Carlos Thompson épouse l'actrice allemande Lilli Palmer, avec laquelle il venait de tourner dans la coproduction germano-espagnole La Dernière Escale (1956, avec Willy Birgel) et qu'il retrouvera dans la coproduction franco-germano-suisse La Mystérieuse Madame Cheney (1961, avec Françoise Rosay), avant un film allemand sorti l'année suivante (1962).
En 1990, il se suicide dans sa ville natale de Buenos Aires, quatre ans après la mort (en 1986) de sa femme.

## Filmographie partielle

### Au cinéma

#### Période argentine (1939-1954)
(films argentins)
- 1946 : Viaje sin regreso de Pierre Chenal
- 1950 : Le Crime d'Oribe (El Crimen de Oribe) de Leopoldo Torre Nilsson et Leopoldo Torres Ríos
- 1950 : Una viuda casi alegre de Román Viñoly Barreto
- 1952 : El túnel de León Klimovsky
- 1953 : Le Calvaire d'une courtisane (La pasión desnuda) de Luis César Amadori
- 1954 : La Dame aux camélias (La Mujer de las camelias) d'Ernesto Arancibia

#### Période américaine (1953-1958)
(films américains, sauf mention contraire ou complémentaire)
- 1953 : Fort Alger (Fort Algiers) de Lesley Selander
- 1954 : La Flamme et la Chair (Flame and the Flesh) de Richard Brooks
- 1954 : La Vallée des rois (Valley of the Kings) de Robert Pirosh
- 1955 : Feu magique (Magic Fire) de William Dieterle
- 1956 : Thunderstorm de John Guillermin
- 1956 : Tormenta d'Alfonso Acebal et John Guillermin (film américano-espagnol ; version espagnole alternative de Thunderstorm)
- 1958 : Orage au paradis (Raw Wind in Eden), de Richard Wilson
- 1958 : Les Desperados de la Sierra (El Último Rebelde) de Miguel Contreras Torres (film mexicain)

#### Période européenne (1956-1966)
(films allemands, sauf mention contraire ou complémentaire)  
- 1956 : La Dernière Escale (Zwischen Zeit und Ewigkeit) d'Arthur Maria Rabenalt (film germano-espagnol)
- 1957 : Au revoir Franziska (Auf Wiedersehen, Franziska !) de Wolfgang Liebeneiner
- 1958 : L'Auberge du Spessart (Das Wirtshaus im Spessart) de Kurt Hoffmann
- 1958 : Stefanie de Josef von Báky
- 1959 : Éva ou les Carnets secrets d'une jeune fille (Die Halbzarte) de Rolf Thiele (film autrichien)
- 1959 : Bezaubernde Arabella d'Axel von Ambesser
- 1960 : Les Mystères d'Angkor, 1re et 2e parties (Herrin der Welt - Teil I - Teil II) de William Dieterle (film germano-franco-italien)
- 1960 : Stefanie in Rio de Curtis Bernhardt
- 1961 : La Mystérieuse Madame Cheney (Frau Cheneys Ende) de Franz Josef Wild
- 1962 : Agence matrimoniale Aurora de Wolfgang Schleif
- 1963 : Ferien wie noch nie de Wolfgang Schleif
- 1966 : La Vie de château de Jean-Paul Rappeneau (film français)

### À la télévision
- 1963 : Série Ce sentimental M. Varela (The Sentimental Agent), saison unique, 13 épisodes : Carlos Varela